# Мучение
Муче́ние, му́ка — термин, используемый в богословии, медицине и психологии.

## Богословское значение
В богословии это термин, обозначающий состояние пребывающих в аду. Это состояние является полной противоположностью состоянию радости и блаженства. При этом муки в литературе Алексея Ремизова нередко противопоставляются страданию: Иисус Христос страдает, а грешники мучаются.

Мука есть состояние тварное, темное и ожесточенное; мука обособляет человека, замыкает его в себе, погружает его в животность существования, в безнадежность, в страх и отчаяние. Ремизов прав: это именно от нестерпимой муки — «завидуют мертвым» и «ложатся в могилу» заживо… Это из тьмы родятся мука и страх Ильин И. Творчество А. М. Ремизова

## Медицинское значение
В медицине и психологии термин «мука» обозначает какое-либо сильное страдание (не обязательно физического характера). Мучение может также сопровождаться продолжительными болями и выступает нередко синонимом пытки (истязание) и подразумевает мучителя — того, кто причиняет мучения.